# Francesco Paternostro
Francesco Paternostro (Corleone, 18 febbraio 1840 – Roma, 5 dicembre 1913) è stato un politico e prefetto italiano.
Nato da nobile famiglia corleonese, fu dottore in legge, Prefetto, Deputato per quattro legislature, Presidente della IV Sezione della Corte dei Conti e senatore del Regno d'Italia nella XV legislatura.